# Daniel Hélin
 (avril 2017).
Si vous disposez d'ouvrages ou d'articles de référence ou si vous connaissez des sites web de qualité traitant du thème abordé ici, merci de compléter l'article en donnant les références utiles à sa vérifiabilité et en les liant à la section « Notes et références ».
Pour les articles homonymes, voir Helin.
Daniel Hélin est un chanteur francophone de Belgique. 

## Biographie
Né à Ottignies le 22 juin 1971, Daniel Hélin termine, malgré une scolarité un peu chaotique, ses études secondaires. Ensuite, il entame des études d’assistant social. Puis il laisse tomber et, après quelques petits métiers qui ont marqué sa vision sociale de la vie, il s’inscrit au Conservatoire royal de Liège, section art dramatique. Il y décroche son diplôme et le Prix René Hainaux. Il s’initie également aux métiers du cirque : cracheur de feu ou bien encore monocycliste. Comédien, il a joué La Ballade du Grand Macabre de Michel de Ghelderode, des pièces de Bertolt Brecht dont L'Exception et la Règle ou Collectif Brecht ou encore Ubu roi d’Alfred Jarry. En 1997-1998, il travaille avec Les Baladins du Miroir et il commence à enchaîner les premiers prix et les récompenses pour son travail musical.

## Discographie
Il enregistre son premier album, Borlon, en dix jours avec un groupe de musiciens de jazz à Borlon. Deux ans plus tard, sort Les Bulles, produit par le label français Tôt ou Tard. Cet album propose une musique cuivrée orientalisante oscillant entre valses, tangos, airs discos et mélodies déstructurées sans queue ni tête, au service des textes délirants. Chaque chanson est bâtie autour d’une contrainte : dans Les Bulles, toutes les phrases finissent par un mot en « -ul », dans Le Cochon c’est au tour des mots en « -ure » et « -an ». Et malgré tout Hélin arrive à donner un sens à ses chansons : tendresse de la vie amoureuse (Clarisse, La Panne de courant), engagement pacifiste (La Guerre) ou pour le Chiapas, et obsessions pour les animaux (cochon, vache, limace comme celle de la pochette). Avec un groupe, les Velvet Sisters, Daniel publie en 2005 Mécréant. En 2009 sort l'album Mallacoota, enregistré et réalisé à Mallacoota en Australie. En 2013, sort Le Crépuscule des Idiots, enregistré au Jet Studio de Bruxelles, où ont enregistré entre autres artistes Shirley Bassey, Édith Piaf, Charles Trenet. Daniel Hélin a habité un temps dans une roulotte au quartier d'habitat alternatif dit La Baraque à Louvain-La-Neuve.